# Lutjanus lunulatus
Lutjanus lunulatus är en fiskart som först beskrevs av Park, 1797.  Lutjanus lunulatus ingår i släktet Lutjanus och familjen Lutjanidae. Inga underarter finns listade i Catalogue of Life.